# Thor Heyerdahl

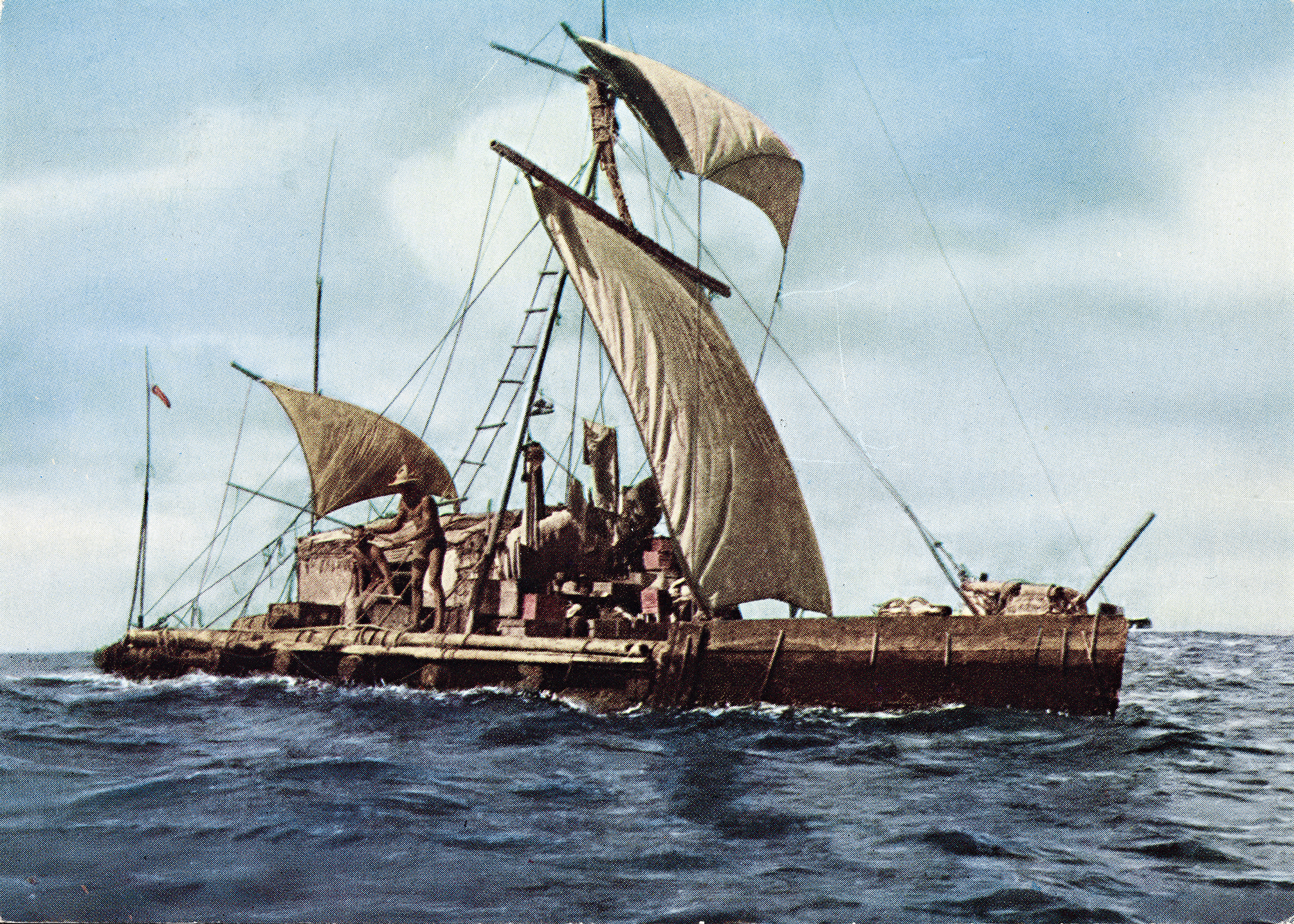
Wyprawa Kon-Tiki, pocztówka, 1947

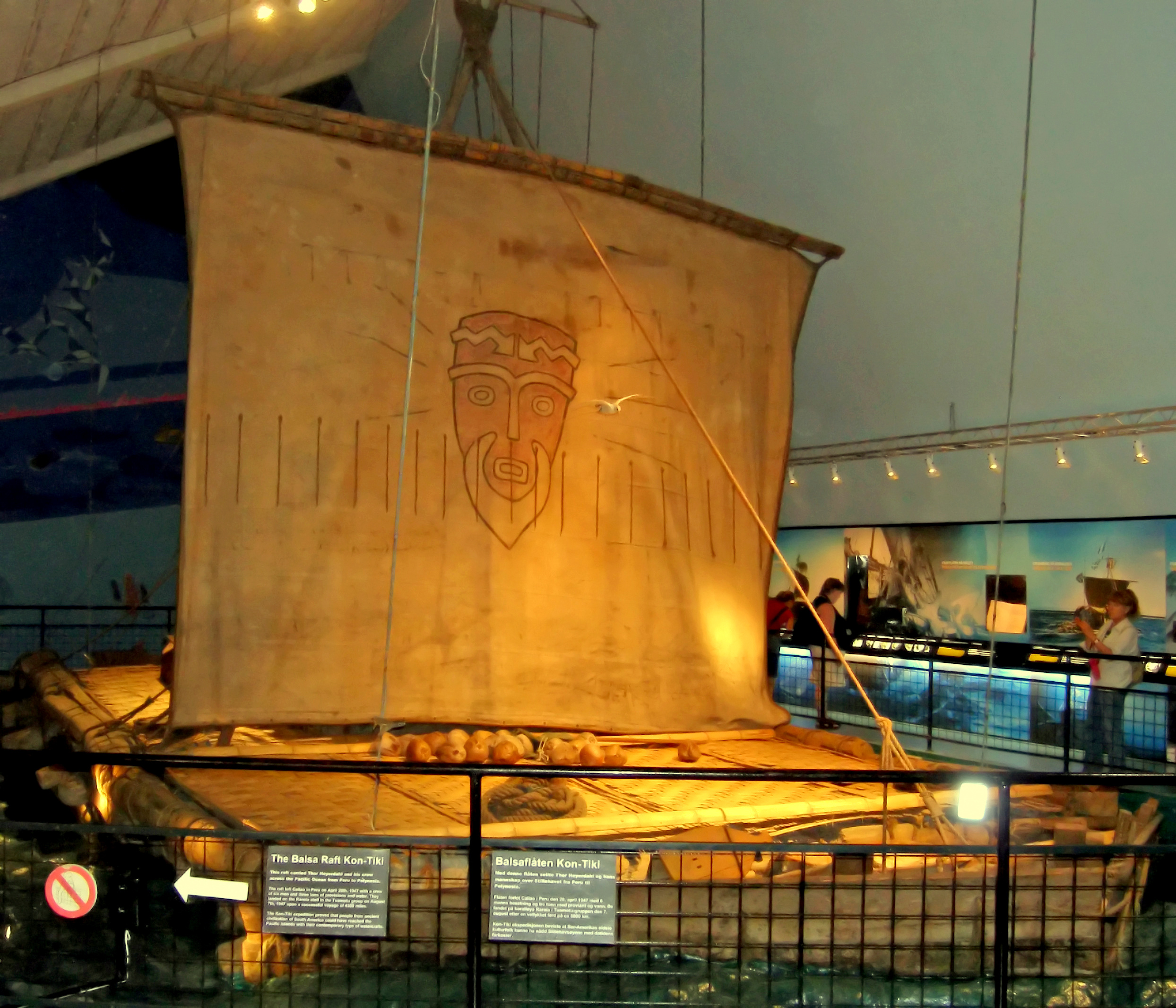
Tratwa Kon-Tiki, rekonstrukcja, Muzeum Kon-Tiki, Oslo

Thor Heyerdahl (ur. 6 października 1914 w Larviku, zm. 18 kwietnia 2002 w Colla Micheri) – norweski etnograf i podróżnik, zajmował się także antropologią i archeologią, organizator i uczestnik dwóch wypraw transoceanicznych na tratwie „Kon-Tiki” w 1947 roku i papirusowej łodzi „Ra” w latach 1969–1970.

## Życiorys
Heyerdahl urodził się 6 października 1914 roku w Larviku w rodzinie właściciela browaru Thora Heyerdahla (1869–1957) i jego żony Alison Lyng (1873–1965). Matka Thora była wielką zwolenniczką teorii Darwina i rozbudziła w synu zainteresowanie zoologią i antropologią. Po ukończeniu szkoły w swoim rodzinnym mieście w 1933 roku, Heyerdahl studiował zoologię i geografię na Uniwersytecie w Oslo. W 1936 roku Heyerdahl poślubił Liv Coucheron Torp (1916–1969).
Podczas studiów Heyerdahl poznał handlarza winem Bjarne'a Kroepeliena, który podczas I wojny światowej odbył podróż do Polinezji i następnie udostępnił uniwersytetowi w Oslo swoją bibliotekę polinezyjską – największy wówczas prywatny zbiór materiałów na temat Polinezji. Heyerdahl rozpoczął we własnym zakresie studia nad kulturą i historią Polinezji. Kroepelien pomógł mu w organizacji wyprawy, wysyłając list polecający Heyerdahla do szefa plemienia polinezyjskiego Teriieroo na Tahiti. W 1937 roku Heyerdahl przerwał studia i wraz z żoną udał się w podróż do Polinezji, gdzie po pobycie u Teriieroo na Tahiti, małżonkowie prowadzili badania terenowe na Markizach (1937–1938). Celem wyprawy współorganizowanej przez profesorów zoologii z uniwersytetu w Oslo było przeprowadzenie badań na temat zasiedlania tych odległych wysp Pacyfiku przez zwierzęta. Heyerdahlowie spędzili rok na samotnej górze na wyspie Fatu Hiva. Podczas tego pobytu Heyerdahl rozpoczął rozważania nad tym, skąd i w jaki sposób na wyspy Polinezji przybyli pierwsi osadnicy.
W latach 1939–1940 Heyerdahl przebywał wśród Indian w Kolumbii Brytyjskiej. Po zajęciu Norwegii przez Niemcy w 1940 roku, zgłosił się do norweskiej armii na obczyźnie Utefronten wspierającej aliantów i pod koniec II wojny światowej został wysłany do Finnmarku.

### Wyprawa Kon-Tiki
Heyerdahl uznawał ówczesne teorie, mówiące że wyspy Polinezji zostały zasiedlone przez osadników z południowo-wschodniej Azji za nieprawidłowe z uwagi na niesprzyjające takim migracjom wiatry i prądy morskie. Jego zdaniem miały miejsce dwie fale migracji z Ameryki – pierwsza z Ameryki Południowej, a druga z obszarów dzisiejszej Kolumbii Brytyjskiej. Teza ta nie była akceptowana przez innych antropologów, którzy argumentowali że taka migracja nie była możliwa, ponieważ żadna prehistoryczna łódź nie była w stanie dowieźć migrantów do Polinezji.
Po wojnie Heyerdahl postanowił udowodnić możliwość zasiedlenia Polinezji przez Indian z Ameryki i przepłynąć Ocean Spokojny na prymitywnej tratwie. Wraz z pięcioma towarzyszami zbudował tratwę z drewna balsy, nazwaną „Kon-Tiki”, która była kopią tratwy inkaskiej. Nazwa została nadana na cześć legendarnego króla słońca znanego zarówno wśród Inków jak i mieszkańców Polinezji.
W przedsięwzięciu brało udział czterech Norwegów Knut Haugland, Erik Hesselberg, Torstein Raaby i Herman Watzinger i Szwed Bengt Danielsson, którzy razem z Heyerdahlem wypłynęli na tratwie w 1947 w podróż z Callao w Peru w kierunku wysp Oceanii. W ciągu 101 dni tratwa pokonała odcinek ok. 8 tys. km, docierając do wysp Tuamotu, gdzie osiadła na rafie atolu Raroia Atoll. W ten sposób Heyerdahl dowiódł, że nie było przeszkód, aby prehistoryczni żeglarze z Ameryki Południowej skolonizowali wyspy Polinezji. Niemniej jednak większość antropologów uważa w dalszym ciągu, bazując na badaniach genetycznych i fizykalnych, że Polinezja została skolonizowana od zachodu, z Azji.
Swoje przemyślenia Heyerdahl opublikował w 1952 roku w książce Indianie amerykańscy na Pacyfiku. Sama wyprawa została przez niego opisana w bestsellerowej książce Wyprawa Kon-Tiki przetłumaczonej na 70 języków, a nakręcony podczas wyprawy film dokumentalny Kon-Tiki uzyskał w 1952 roku nagrodę Oscara.
Replika tratwy „Kon-Tiki” znajduje się w Muzeum Kon-Tiki w Oslo.

### Ekspedycja archeologiczna na Wyspy Galápagos
Przeciwnicy teorii Heyerdahla zaakceptowali możliwość podróży morskich na prehistorycznych prymitywnych łodziach, jednak z uwagi na brak pozostałości po osadnictwie prekolumbijskim na Wyspach Galápagos położonych ok. 1000 km na zachód od wybrzeży Ekwadoru, uznawali, że łodzie te były używane do żeglugi wzdłuż wybrzeży Ameryki a nie do podróży transoceanicznych.
W 1952 roku Heyerdahl zorganizował, sfinansował i poprowadził pierwszą wyprawę archeologiczną na Wyspy Galápagos. W wyprawie uczestniczyli Erik K. Reed ze Stanów Zjednoczonych i Arne Skjølsvold (1925–2007) z Norwegii. Uczestnicy ekspedycji doszli do wniosku, że wyprawy na Galápagos miały miejsce w okresie prekolumbijskim, jednak osadnictwo na wyspach uniemożliwiał brak wody pitnej. Po powrocie do kontynentalnego Ekwadoru uczestnicy przeprowadzili serię eksperymentów żeglarskich bazujących na odtworzeniu technik żeglugi inkaskiej przy użyciu stępek guara umożliwiających żeglugę pod wiatr. Na podstawie tych eksperymentów Heyerdahl uważał, że łodzie prekolumbijskie miały taką samą zwrotność jak ówczesne statki europejskie.
W następnych latach Heyerdahl zaangażował się w wiele innych ekspedycji i projektów badawczych. Niemniej jednak najbardziej znany pozostał z wypraw morskich i propagowania teorii dyfuzjonizmu – rozprzestrzeniania się kultur przez migracje.

### Ekspedycja archeologiczna na Wyspę Wielkanocną
W 1955 roku Heyerdahl sfinansował i poprowadził ekspedycję archeologiczną na Wyspę Wielkanocną, której patronował król Norwegii Olaf V. W ekspedycji wzięli udział Arne Skjølsvold, Carlyle Smith, Edwin Ferdon, Gonzalo Figueroa i William Mulloy. Archeologowie odkryli wiele posągów moai i pozostałości kamiennych domów typu spotykanego w prekolumbijskiej Ameryce Południowej. Przeprowadzono również eksperymenty z rzeźbieniem, transportem i stawianiem posągów.
Heyerdahl rozwinął własną teorię na temat zasiedlania Wyspy Wielkanocnej. Na podstawie podań mieszkańców oraz wniosków z przeprowadzonych badań archeologicznych, uważał, że część późniejszych mieszkańców wyspy zwanych długouchymi (Hanua eepe) przybyła z Ameryki Południowej, a inni zwani krótkouchymi (Hanua momoko) przybyli lub zostali sprowadzeni jako siła robocza w XVI wieku. Według przekazów holenderskiego admirała Jacoba Roggeveena, który odkrył tę wyspę dla świata zachodniego 5 kwietnia 1722 roku, zamieszkiwali ją biali, Indianie i Polinezyjczycy, żyjący w zgodzie i dobrobycie. Jednak 50 lat później, James Cook zastał zdziesiątkowaną populację złożoną z Polinezyjczyków. Heyerdahl, na podstawie podań mieszkańców, spekulował, że w okresie pomiędzy wizytami Europejczyków doszło na wyspie do wojny domowej, podczas której arystokratyczni długousi zostali zgładzeni przez ciemiężonych krótkouchych.

### Ekspedycja „Ra”

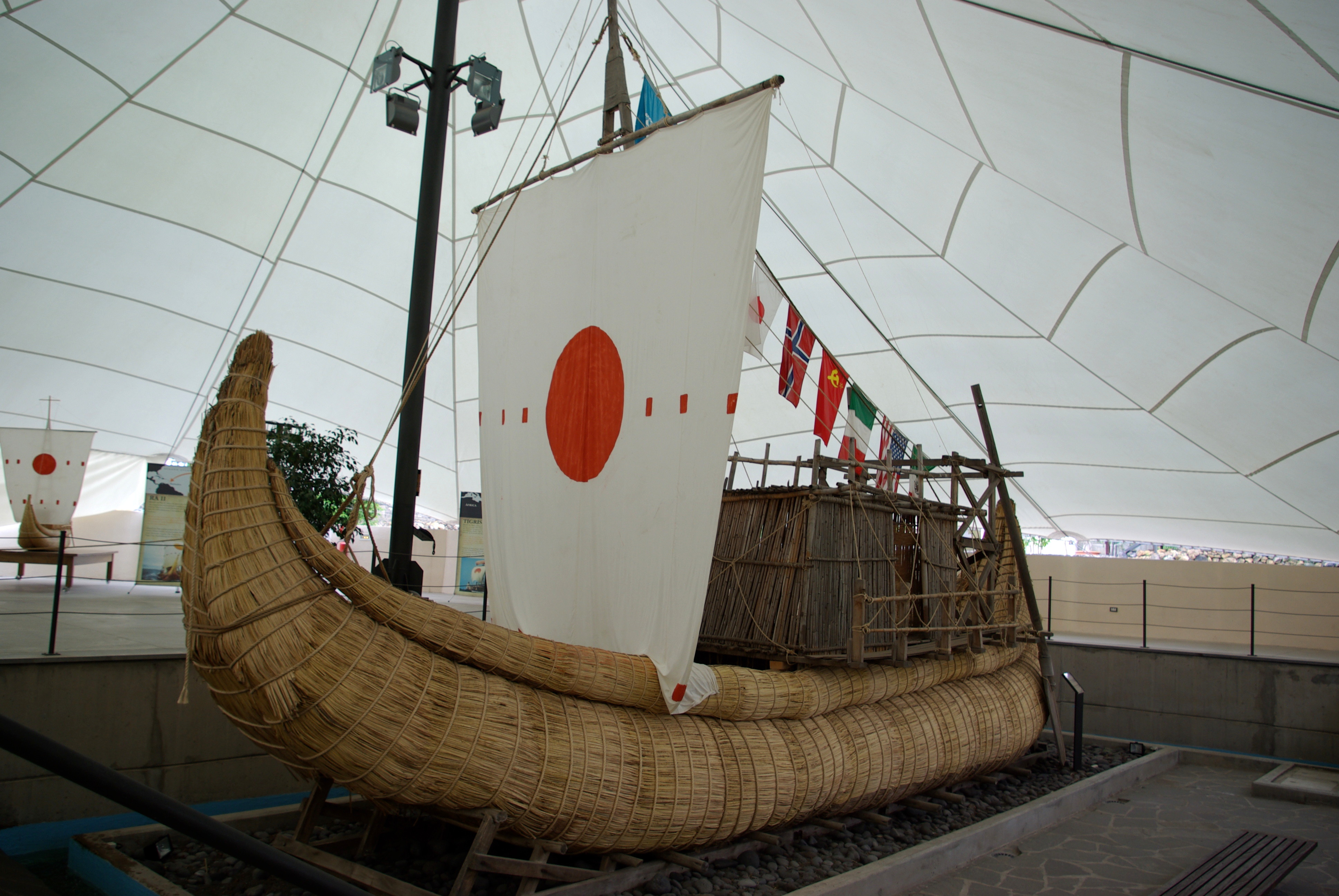
Łódź „Ra II”, rekonstrukcja, Muzeum Piramid w Güímarze, Teneryfa

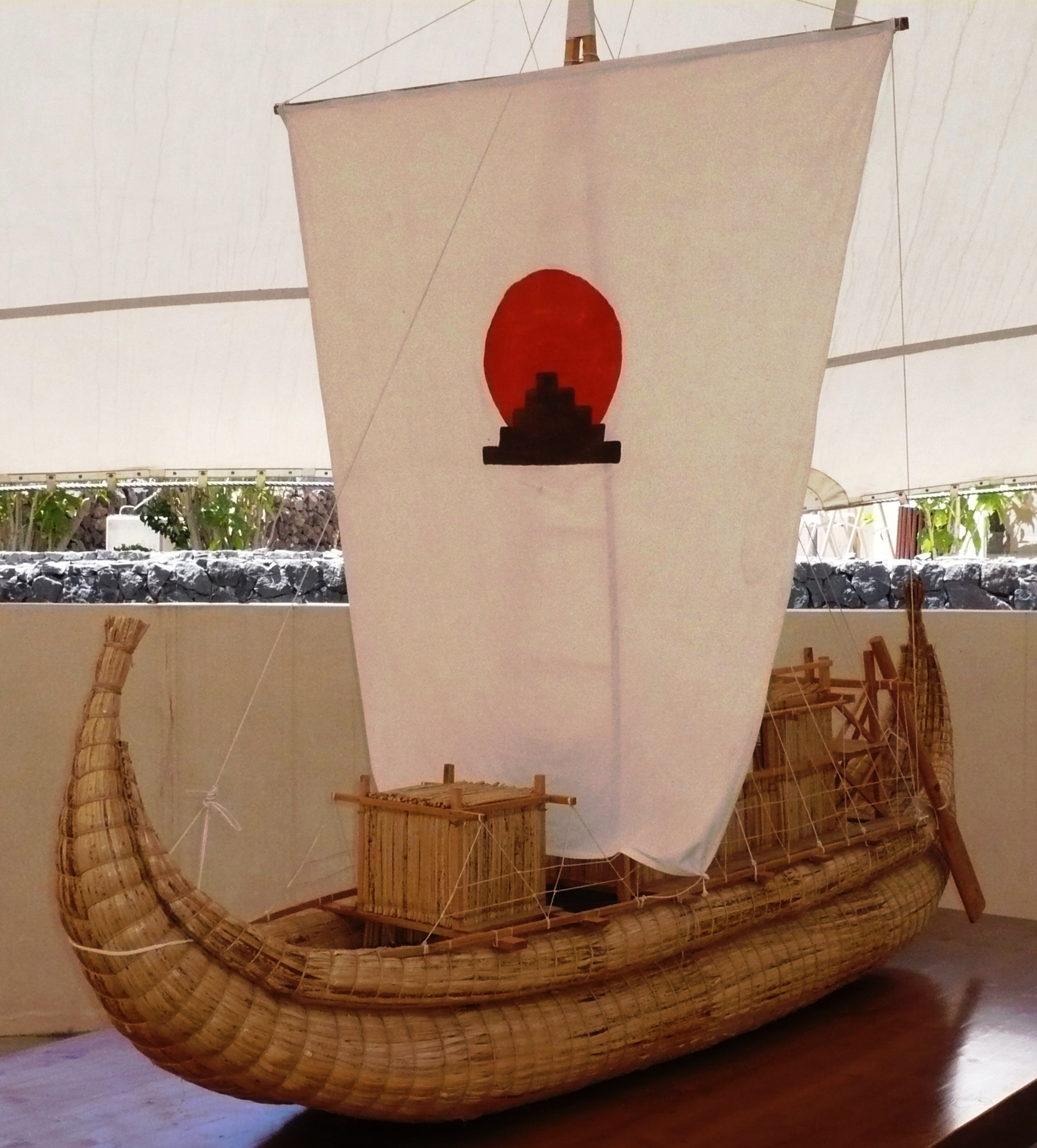
Łódź „Tygrys”, model, Muzeum Piramid w Güímarze, Teneryfa

W 1969 roku, na podstawie zachowanych przekazów o oryginalnych łodziach egipskich, Heyerdahl wraz z budowniczymi znad jeziora Czad zbudował replikę papirusowej łodzi, aby zademonstrować, że starożytni Egipcjanie mogli dotrzeć do Ameryki przez Atlantyk (Ekspedycja Ra).
Łódź, nazwana „Ra”, po kilku tygodniach żeglugi zaczęła nasiąkać i nabierać wody i żeglarze zostali zmuszeni do jej opuszczenia 500 mil od wybrzeży Barbadosu.
W 1970 roku Heyerdahl zbudował drugą łódź „Ra II”. Prace wykonali budowniczowie znad jeziora Titicaca. „Ra II” wypłynęła z Maroka 17 maja 1970 i 12 lipca dopłynęła do Barbadosu.
Załoga żeglarska składała się z siedmiu mężczyzn reprezentujących siedem różnych nacji i żeglowała pod flagą ONZ. Międzynarodowy wymiar wyprawy miał podkreślić potrzebę i możliwość pokojowej współpracy.
Podczas wyprawy „Ra” Heyerdahl napisał swój pierwszy list do sekretarza generalnego ONZ U Thanta, zwracając uwagę na coraz większe zanieczyszczenie oceanów. Na zlecenie sekretarza generalnego ONZ, podczas wyprawy „Ra II”, Heyerdahl prowadził codzienne obserwacje oceanu, zbierając próbki zanieczyszczeń – grudki stwardniałej smoły zaobserwowano przez 43 dni z trwającej 57 dni podróży. Po zakończeniu wyprawy Heyerdahl zaprezentował swój raport na pierwszej konferencji ONZ poświęconej prawu użytkowania oceanów, a także komitetom kongresu amerykańskiego i akademii nauk ZSRR.
Film dokumentalny o ekspedycji The RA Expeditions otrzymał nominację do nagrody Oscara w 1971 roku.

### Ekspedycja „Tygrys”
Kolejna ekspedycja trzcinową łodzią „Tygrys” miała zademonstrować, że możliwa była komunikacja między cywilizacją doliny Indusu a Mezopotamią. Załoga żeglarska składała się z jedenastu mężczyzn reprezentujących różne nacje i żeglowała pod flagą ONZ.
Ekspedycja wyruszyła 23 listopada 1977 roku z Iraku napotykając jednak w drodze na przeszkody polityczne. Po pięciu miesiącach żeglugi i przepłynięciu 6,8 tys. km łódź „Tygrys” została w końcu spalona przez Heyerdahla i załogę w Dżibuti 3 kwietnia 1978 roku w geście protestu przeciw konfliktom zbrojnym toczącym się na Bliskim Wschodzie i w rejonie Morza Czerwonego. Heyerdahl wystosował przy tym list otwarty do sekretarza generalnego ONZ Kurta Waldheima o zaprzestanie dostaw broni do regionu.

### Dalsza działalność
W latach 90. XX wieku Heyerdahl badał piramidy w Güímarze na Teneryfie, uznawane przez wielu za pozostałości działalności rolników, którzy usuwając kamienie z pol układali je w „piramidy”. Heyerdahl natomiast stwierdził podobieństwo piramid z budowlami w Afryce i Ameryce Południowej i wiązał ich obecność na wyspie z działalnością starożytnych cywilizacji. W 1998 roku, by chronić i badać piramidy, założył park etnograficzny. Badania archeologiczne z 1991 roku przyniosły jedynie znaleziska z połowy XIX wieku. Dalsze badania wykazały, że piramidy są orientowane pod względem astronomicznym.
Ostatnim projektem Heyerdahla było „Jakten på Odin” („Poszukiwanie Odyna”) – wykopaliska w okolicy Morza Azowskiego mające na celu próbę wykazania, że bóg Odyn był człowiekiem, który w I wieku przybył do Skandynawii znad Morza Czarnego.
Thor Heyerdahl był aktywnym działaczem ruchu „Zielonych”. Otrzymał liczne medale i nagrody, jak również 11 doktoratów honoris causa.
W 1994 prowadził m.in. wspólnie z aktorką Liv Ullmann ceremonię otwarcia Zimowych Igrzysk Olimpijskich w Lillehammer.
Heyerdahl zmarł 18 kwietnia 2002 w Colla Micheri we Włoszech i został pochowany w katedrze w Oslo.

## Książki
- Aku-Aku: tajemnica Wyspy Wielkanocnej
- Ekspedycja „Tygrys”
- Ekspedycja Ra
- Fatu Hiva
- Spotkanie u brzegów Ameryki: Historia pokonanych
- Śladami Adama. Wspomnienia
- Wyprawa Kon-Tiki
- Z kontynentu na kontynent: Początki żeglugi i migracji
- Zazielenił się świat siódmego dnia

## Upamiętnienie

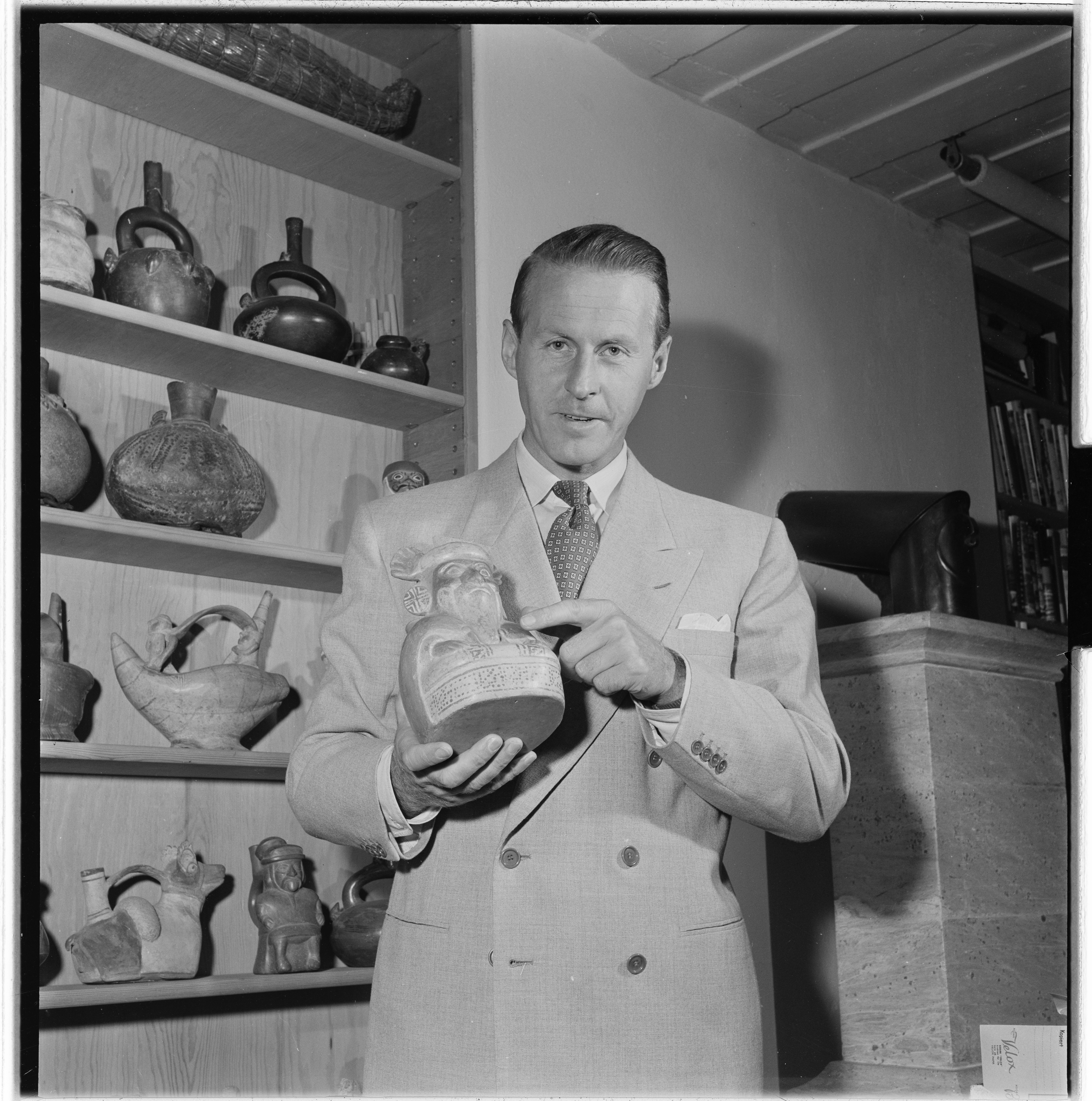
Thor Heyerdahl (1955)

Imieniem Heyerdahla Nikołaj Czernych nazwał jedną z odkrytych przez siebie planetoid w 1977 roku – 2473 Heyerdahl.
W 1982 roku imieniem Heyerdahla ochrzczono niemiecki żaglowiec szkoleniowy – Thor Heyerdahl.
W roku 2000 powstał Instytut im. Thora Heyerdahla, który ma na celu kontynuację dzieła Heyerdahla. We współpracy z Norweskim Uniwersytetem Nauk Biologicznych instytut przyznaje czteroletnią profesurę im. Thora Heyerdahla.
W 2011 roku archiwum Thora Heyerdahla zostało wpisane na międzynarodową listę UNESCO Pamięć Świata. Archiwum obejmuje m.in. kolekcje fotografii, dzienniki, listy prywatne, manuskrypty książek i plany wypraw z lat 1937–2002.
Od 2011 roku jedna z fregat rakietowych norweskiej marynarki nosi imię Thora Heyerdahla – KNM Thor Heyerdahl.
W miejscowości Lulkowo, pod Toruniem (gm. Łysomice), w 2013 jedną z ulic nazwano Kon-Tiki.